# William Ferrel
William Ferrel (Bedford, 1817 – Martinsburg, 1891) è stato un meteorologo statunitense.
A lui si deve l'enunciazione della legge di Ferrel secondo la quale ogni corpo in movimento sulla superficie terrestre subisce uno spostamento (rispetto alla direttrice di marcia) verso destra nell'emisfero boreale e verso sinistra nell'emisfero australe.

## Biografia
Nato in una famiglia di sei sorelle e due fratelli, William Ferrel trascorse la sua adolescenza nella Contea di Berkeley (West Virginia), nella fattoria che il padre aveva acquistato nel 1829, dando una mano nei lavori. In questi anni nacque la sua passione per i libri. La mattina del 29 luglio 1832 stava andando nei campi quando vide un'eclissi di sole e capì che qualcuno doveva averla prevista. Pur non avendo studiato astronomia cercò di fare lo stesso con le prossime eclissi e, dopo due anni di lavoro, fece le sue previsioni per il 1835, che si rivelarono esatte quasi al minuto. Nella libreria di Martinsburg comprò un testo di agrimensura e si mise a studiarlo avidamente. In mancanza di tempo libero, dovendo dedicare le ore di luce alla trebbiatura, disegnò i suoi diagrammi sulle porte di legno, tracciando cerchi con i rebbi del forcone e linee rette con un solo rebbio, mentre un pezzo di asse gli faceva da righello. Questi disegni incisi sopravvissero alla pioggia e al vento anche quando lui era ormai un eminente scienziato e, ogni volta che ritornava dalla famiglia, andava a rivederli.
Si iscrisse all'università con i soldi guadagnati dalla sua attività di insegnamento e si laureò in matematica nel 1844, all'età di 27 anni. Quindi ritornò al suo lavoro di insegnante. Nel 1855 lesse The Physical Geography of the Sea, un libro scritto da Matthew Fontaine Maury, tenente di vascello della Marina degli Stati Uniti. Il testo conteneva tabelle con i dati sui venti, le correnti e le pressioni atmosferiche raccolti in tutto il mondo. L'autore non riuscì a fornire spiegazioni attendibili circa le cause di tali venti e Ferrel si convinse che, per arrivare a una risposta, avrebbe dovuto utilizzare la geometria. Elaborò quindi una propria tesi sul comportamento dei venti, e si avvicinò agli studi di meteorologia. Ferrel decise di capire che cosa comportasse per dell'aria in movimento passare su una superficie anch'essa in movimento. Questo lo porterà ad enunciare la sua famosa legge: «indipendentemente dalla direzione dell'aria rispetto alla superficie, dalla rotazione terrestre si alza una forza che la deflette verso destra nell'emisfero settentrionale e verso sinistra nell'emisfero meridionale».
Ferrel pubblicò la sua spiegazione nell'articolo An essay on the winds and currents of the ocean, apparso nel 1856 sul "Nashville Journal of Medicine and Surgey" del suo amico dott. William Bowling. Nonostante la rivista non fosse letta da un pubblico di meteorologi, la notizia cominciò comunque a filtrare. Prima della sua scoperta, nessuno aveva compreso perché i venti intorno alle tempeste ai fenomeni meteorologici si muovessero in tondo. Ferrel scoprì le celle convettive che, come tubi, circondano il pianeta generando le fasce di alta pressione sui tropici e sui poli, e le fasce di bassa pressione sull'equatore e sui circoli polari. Aveva quindi scoperto la circolazione generale dell'atmosfera.
Ferrel non cercò mai una posizione accademica o di prestigio, nonostante continuassero ad offrirgliela. Diventò membro dell'Accademia nazionale delle scienze, membro aggiunto dell'Accademia americana delle arti e delle scienze, membro onorario delle associazioni meteorologiche di Austria, Gran Bretagna e Germania, e ricevette honoris causa la laurea e il diploma di dottorato in discipline umanistiche.
Durante la sua carriera (che ebbe inizio all'età di 40 anni) produsse molti contributi, inventando gli equivalenti matematici che erano efficaci scorciatoie per i calcoli, elaborò un nuovo e migliore modo di calcolare il pi greco, calcolò il peso della luna e spiegò perché Algol fosse una stella pulsante. Quando si ritirò, all'età di 70 anni, aveva prodotto qualcosa come 3000 pagine di ricerca scientifica.
Ancora oggi, nonostante rimanga relativamente sconosciuto, resta uno dei migliori scienziati americani mai esistiti.

## Legge di Ferrel
Questo spostamento è una conseguenza della rotazione terrestre: infatti, come è noto, mentre la velocità angolare di ogni punto della superficie terrestre rimane costante, la velocità lineare, conseguente alla rotazione, è massima all'equatore e minima ai poli. Procedendo dai poli verso l'equatore un corpo viene quindi a trovarsi in punti dotati di una velocità lineare sempre maggiore e, per la forza apparente di Coriolis, rimane arretrato. L'inverso avviene procedendo dall'equatore verso i poli.
Ma Ferrel scoprì  che l'aria curva anche quando si muove verso est o verso ovest. In altre parole, in qualunque direzione si stia muovendo l'aria relativamente alla superficie terrestre sottostante, la rotazione terrestre farà sempre sembrare che l'aria stia girando.
La spiegazione del perché l'aria diretta a est o a ovest giri comunque è più difficile da comprendere. Siccome anche la Terra gira da ovest verso est, qualsiasi aria diretta a est godrà della rotazione terrestre più un extra; più qualcosa ruota in fretta, più tende a spingersi verso l'esterno per forza centrifuga. Tuttavia, la forza di gravità trattiene l'aria vicino alla superficie, impedendole così di allontanarsi per compiacere la sua rotazione extra. L'unica altra opzione che resta all'aria è di spostarsi su un punto in cui la superficie sia più lontana dall'asse di rotazione. L'aria deve trovare un posto in cui il pianeta sia naturalmente più "largo".  Più ci si avvicina all'equatore, più la Terra si allarga, e quindi i venti che soffiano verso est si muovono verso l'equatore: verso destra nell'emisfero nord e verso sinistra nell'emisfero sud. Lo stesso principio vale per i venti che soffiano verso ovest. Ora l'aria sta ruotando più lentamente del pianeta sottostante e quindi deve avvicinarsi all'asse. Siccome l'aria non può attraversare la superficie terrestre, deve spostarsi su un punto in cui la Terra sia più "sottile". Allontanandosi dall'equatore la Terra si assottiglia, e dunque i venti occidentali abbandonano l'equatore, spostandosi ancora una volta: verso destra nell'emisfero nord e verso sinistra nell'emisfero sud.
Questo spiega perché la legge di Ferrel non debba essere semplicemente considerata un fenomeno risultante della forza di Coriolis, in quanto Gustave Gaspard Coriolis, pur avendo pubblicato nel 1836 una serie di equazioni per spiegare come gli oggetti si comportassero in sistemi rotatori teorici, non aveva mai applicato la sua ricerca all'atmosfera, e meno che mai si era immaginato di usarla per i venti.
Ferrel fu anche il primo a capire che all'equatore, dove non agiscono le forze di Coriolis, non possono mai formarsi degli uragani.
Altre conseguenze della legge di Ferrel sono, per esempio, gli spostamenti che subiscono gli alisei e le correnti marine.